# Chraz
Jacques Louis Chraszez, dit Chraz, né le 7 juillet 1950 à Charbonnier-les-Mines (Puy-de-Dôme), est un humoriste français, d'origine polonaise par son père et slovène par sa mère.

## Biographie
Son nom de naissance est Jacques Louis Chraszez. Son grand-père se nommait Chrząszcz avant que son nom ne soit légèrement déformé par les employés de l'état civil quand il a obtenu des papiers français.

## 15 ans de radio, 38 ans de scène, 18 Avignon OFF
Après de nombreux métiers (dans le désordre : contrôleur laitier, disc-jockey, électromécanicien dans l'armée de l'air (inadapté), menuisier, chômeur, marchand de frites, de gaufres, gérant de camping), il « monte » pour la première fois sur scène au Petit Vélo à Clermont-Ferrand en 1986 avec quelques ébauches de sketchs, parrainé par Catherine Jouglet, au cours d'une « nuit du théâtre » organisée par Franck Gibaud.
Quelques mois plus tard, il crée son premier spectacle entier : La Vodka de la défense. Suivront une douzaine d'autres : La Vodka du diable, Chraz 92, Simple malgré l'anonymat, Mi culturel, mi cul-terreux, etc., sans oublier quelques années en duo « textes et musiques » aux côtés de son éternel complice « Wally » dans Résistance comique, l'ancêtre de Faudrait qu'on répète. Il arrêtera assez rapidement de baser une trop grosse partie de son comique sur les jeux de mots pour passer aux jeux d'idées. Avec toujours l'ambition de provoquer des rires, il aborde aujourd'hui ses thèmes de prédilection à travers des personnages de plus en plus absurdes ou (et) surréalistes : le racisme, l'immigration, les inégalités, l'écologie, la rigidité des comportements, les certitudes, l'avidité, le mépris de ceux qui ont tout pour ceux qui n'ont rien, et plus généralement cette volonté de l'humanité dont la concrétisation semble se profiler de plus en plus clairement à l'horizon : « L'Homme n'hésitera pas à disparaitre si ça peut lui rapporter du pognon. »
De 1993 à 1995, il est chroniqueur à France Inter dans l'émission Rien à cirer, avec Laurent Ruquier et la Bande à Ruquier.
En 1996, il est nègre de Bruno Gaccio à Canal Plus dans l'émission Nulle part ailleurs.
De 2000 à 2002, il participe avec Yves Lecoq, Virginie Lemoine et Laurent Violet à l'émission Les agités du J.T., toujours sur France Inter.
De 1998 à 2008, il est chroniqueur dans l'émission de Jean Marc Millanvoye, Mieux qu'à Paris, sur France Bleu Auvergne, qui fera une incursion de quelques mois sur la télé locale Clermont Première. L'émission se poursuivra sous le nom de Bien Mieux Qu'Ailleurs diffusée sur Radio Arverne.
En octobre 1997, il fonde la Baie des Singes, une salle de spectacles située à Cournon-d'Auvergne, qui a accueilli depuis des centaines d'humoristes et de chanteurs. Entre autres Albert Meslay, Christophe Alévêque, Florence Foresti ou Dieudonné, Laurent Violet, Philippe Val, Wally, Gustave Parking, Eric Toulis, les Wriggles, Henri Tachan, Leny Escudero, Graeme Allwright, Benabar, Didier Bénureau, Tex, Stéphane Guillon, Didier Porte, Debout sur le Zinc, etc., sans oublier de nombreux inconnus (des médias), et son 200 000e spectateur en octobre 2009.
En 2010, il fonde le Centre d'Ailleurs, un centre de stages et de créations artistiques diverses, situé à Chavarot, commune de Saint-Jean-des-Ollières, qui a aussi accueilli des humoristes tels que Albert Meslay, Patrick Robine, Didier Porte, Laurent Violet, Wally, Vincent Roca... La SCIC qui gérait les activités du Centre d'Ailleurs cesse ses activités après la saison 2014. Le Centre d'Ailleurs dont il s'occupe désormais seul avec sa compagne Jeannette rouvre ses portes en tant que gîtes de groupes. Il peut accueillir 15 personnes dans la Maison de Pierre, 15 personnes dans le Baroudeur des Mers et 15 autres dans les Studios du Forez. Il met à disposition également une aire naturelle dont 2 petits chalets pour 4 personnes. Le Centre d'Ailleurs travaille en collaboration avec des traiteurs locaux pour les repas. Doté de 3 Arbres remarquables, le lieu, via son association AIMAILLEURS (les Amis du Centre d'Ailleurs), est également engagé dans la protection de la biodiversité de son parc d'1,5 ha via ses labels Nature : Oasis Nature, Refuge LPO, Refuge Grenouilles, Zone de bzzz, Coquelicot, Refuge Chauve-Souris, Carré de biodiversité et Jardin de Noé. De belles collaborations et soutiens se mettent en place grâce notamment à la commune de Saint-Jean-des-Ollières, Billom Communauté et le Conseil départemental du Puy-de-Dôme.
En parallèle, Chraz tourne actuellement avec 4 spectacles : Conférence Recyclerire, Le Best of du Meilleur (dont Finissons-en avec les pauvres !), Euh..., La Josiane et moi.
Il écrit des articles pour la Galipote (journal satirique local) et Plouc magazine (le fanzine du groupe Ange). Il continue de rédiger : chroniques, chansons, livres et billets d'humeur via « les RézoSocios »... Et depuis une quinzaine d'années, il co-écrit avec Janet des textes et spectacles pour les petits et grands enfants...

## Prix et distinctions
2003 : Prix du Public - Festival du rire - Festival de Saint-Nolff (56)
1990 : Devos d'or - Devos de l'humour - Monnaie (37)
1990 : 1er Prix - Festival du rire de Ruffec - Ruffectival (16)